# Саскачеван (провинция)
Вижте пояснителната страница за други значения на Саскачеван.
Саска̀чеван или Саскачуан, Саскачъуан (SK; на английски: Saskatchewan, произнася се Са-ска̀-чъ-уан) е провинция на Канада. Има обща площ от 651 036 km² и население от 1 015 095 жители (2008). Столица е Риджайна (Regina), а най-голям град – Саскатун (Saskatoon). Една от трите прерийни провинции на Канада, създадена през 1905 г. от част от Северозападните територии заедно с Албърта.
Името е използвано за първи път официално през 1882 г., за да се обозначи област от Северозападните територии. Саскачеван е англиканизирана форма на думата от езика на индианците крии „кисискачиуанисипий“, която се превежда като „бързо течаща река“

## География
Саскачеван граничи на запад с Албърта, на север със Северозападните територии, на изток с Манитоба, а на юг с американските щати Монтана и Северна Дакота.
Канадският щит обхваща приблизително северната третина на провинцията. Щитът се характеризира със силно пресечени скални образувания и множество езера. На юг от щита е разположен така наречения „зърнен пояс“, пясъчни равнини с плодородни почви, които правят Саскачеван един от най-големите производители на пшеница в Света.
Югозападно от зърнения пояс се простират Високите равнини, чиито вълнообразен хълмист релеф се различава от този на север
В крайната югозападна част се издигат Сайпръс Хилс, които преминават на запад в Албърта Сайпръс Хилс са най-високата точка в Канада между Скалистите планини и Лабрадор.
Релефът на Саскачеван се спуска бавно от около 600 – 900 m над морското равнище на югозапад, до около 150 – 300 m на североизток, което способства за образуването на широки речни системи, слизащи към Хъдсъновия залив.
Естествената растителност е разделена от север на юг в 6 сравнително обособени зони, всяка от които пресича провинцията по диагонал на югоизток. Най-северната част е заета от субарктическата тундра. На юг от нея е широка област със северни иглолистни гори. Третата зона от смесени гори е под нея. Под тази зона е зоната на високите прерийни треви и дървета трепетлика и най-накрая е зоната на прерията.
Бозайниците в Саскачеван включват повечето от тези познати в останалата част на Канада, но някои, като мечката гризли, са изчезнали, а пумата също е на изчезване. Провинцията е основен път за прелетните водни и пойни птици.
В провинцията има 39 провинциални парка и два национални парка, всички от които способстват за запазването на дивата природа. Национален парк Пасища е единственото място в Канада, където Черноопашатите прерийни кучета живеят в естествената си среда, а Национален парк Принц Албърт защитава участък от бореалната гора и местата за гнездене на белия пеликан.

### Климат
Климатът на Саскачеван може за една година да включва много крайности. Има три основни климатични зони, съответстващи приблизително на основните зони на растителност. Те варират от студени, снежни райони на север, през по-умерените зони в централната част, до полупустинни степи в югозападната част. Измервани са януарски температури под -50 °C и юлски температури над 40 °C. Вегетационният период варира от 60 до над 100 дни през някои години.
Виелици през зимата и бури през лятото са общи характеристики на климата. В южната половина на провинцията понякога се появява торнадо.

### Води
Въпреки че Саскачеван е богата на реки, провинцията изпитва недостиг на вода за напояване и при производството на поташ.
Саскачеван е силно зависима от речните течения и валежите. Реките се подхранват главно от топенето на снега в Скалистите планини, където обаче снеговалежа варира в широки граници. Валежите в провинцията са ненадеждни и това, което пада като валеж се изпарява бързо.
Годишната сума на валежите в провинция варира значително, както за провинцията като цяло така и за различните зони в нея. Средногодишните валежи варират от няколко милиметра до около 500 мм като количеството се увеличава от югозапад на североизток.
Провинцията се оттича чрез четири основни речни басейна – Макензи и Чърчил в северната част и Саскачеван и Кю Апел – Асинибойн в южната част.

## История
Най-ранните жителите на областта, която по-късно става Саскачеван, са номадски индиански народи. В северната една трета на провинцията са атабаските народи чипеуян и слейв, на юг от тях са алгонкинско говорещите крии, чернокраките и гро вантрите, и сиукско говорещите асинибойни. Племената на север зависят до голяма степен от карибу и лосовете, а тези в южната част от бизона. Тези народи са живели на малки групи без фиксирани териториални граници.
Някои от тези индиански общности (особено тези в близост до водните пътища) влизат в контакт с европейците най-рано през 1690 г., когато Хенри Келси, служител на Компанията Хъдсън Бей се изкачва по река Саскачеван на запад до района, където сега се намира Принц Албърт, и след това продължава на юг през равнините.
Първите трапери и търговци пристигат в Саскачеван през 1690 г. Пиер Готие Ла Верендри изследва югоизточен Саскачеван в края на 1730те, последван по-късно от няколко английски изследователи. Дейвид Томпсън е първият изследовател, който изследва района северно от река Чърчил през 1796 г., преди да замине за Атабаска. По това време почти нищо не се знае за южната третина на провинцията, но през 1800 г. Питър Фидлър пресича района движейки се по река Южен Саскачеван.
Още от самото начало коренното население участва активно в търговията с кожи. Контакта с европейците донася големи промени в тяхната култура и общество, а въвеждането на коня и пушката променят коренно начина им на живот. В началото на 1781 г. епидемии от европейски болести като едра шарка опустошават местното население. Същото прави и както въвеждането на алкохола. Метисите, потомци на европейци и индианки са друг продукт от този контакт. В равнините метисите формират постепенно своя собствена култура, различна от тази на техните европейски и индиански предшественици.
През 1871 г., с цел улесняване на заселването на запад, канадското правителство започва преговори с местните народи в Северозапада да се откажат от земите си в замяна на резервати. Започвайки с договор 1 през 1871 г. и завършвайки с договор 11 през 1923 г., те са известни като „Номерираните Договори.“ Договори 2, 4, 6, 8 и 10 се отнасят до днешния Саскачеван. Индианските вождове подписват тези договори с уговорката да поддържат до толкова традиционния си начин на живот, колкото е възможно, докато се адаптират към предизвикателствата, пред които са изправени в резултат от навлизането на европейските заселници и изчезването на бизоните. Въпреки че са традиционно номади, индианците се опитват да развият селското стопанство в резерватите, тъй като вече не могат да разчитат на бизона като основен източник на храна. Техните усилия обаче са подкопани от лошото управление на канадското правителство.
През 1885 г. метисите в Северозапада въстават срещу канадското правителство по въпроса за претенциите за земя. В същото време малки индиански групи, ядосани от нарушение на договорите от страна на правителството и глада след няколко лоши реколти и ограничените правителствени дажби също се вдигат на бунт. Използвайки почти завършената Канадска тихоокеанска железница, правителството е в състояние да изпрати войски в северозапада и бързо да потуши двете въстания. Луис Риел, лидера на метисите е екзекутиран, а индианските вождове Голямата мечка, Паундмейкър и Една стрела са осъдени на затвор. Подчиняването на местното население и построяването на железницата спомагат притока на заселници да се увеличи значително. През 1885 г. населението на областта е 32 097 души, половината от които са британци и 44% индианци. През 1911 г. населението е 492 432 души, половината от които все още са британци, но индианското население е спаднало до 2,4%.

## Икономика
В миналото икономиката на Саскачеван е центрирана върху търговията с кожи. След установяване на европейските селища селското стопанство става основна икономическа дейност. Икономиката на Саскачеван е тясно свързана с тази на Албърта, припокривайки се една друга. Забележителни икономически силни отрасли днес в Саскачеван са разработването и производството на поташ, както и селското стопанство. През последните години, провинцията отчита скок в развитието на транспортния сектор и строителството.

### Селско стопанство
Селското стопанство е водеща икономическа дейност в провинцията. Всяка година се засаждат над 5 милиона хектара с пшеница.
Саскачеван е най-големият производител на пшеница в Канада и един от най-големите в света: през 2015 г. са произведени над 13 милиона тона пшеница или малко над 47% от общото производство на страната. Провинцията е и лидер в отглеждането на рапица, ръж, овес, ечемик, лен и фуражни култури.
Говедовъдството също е важен елемент от селското стопанство, но с по-малък дял в сравнение по отношение на производството на култури. През 2014 г. доходите от селскостопанските култури възлизат на 9,8 милиарда долара, а от животновъдството възлизат на 2,7 милиарда долара. Общите доходи от селското стопанство възлизат на 13 милиарда долара – най-високите в страната.

### Горско стопанство
Дърводобивът не е една от големите индустрии на Саскачеван, развит предимно в средната част на провинцията. Добитата дървесина се използва най-вече за вътрешни нужди.

### Минна индустрия
Минната индустрия в провинцията започва да се развива в началото на 1950-те. Добиват се най-вече мед, цинк, горива, предимно въглища и натриев сулфат. Добивът на суров петрол започва през 1943 г., когато е открит първият кладенец до Лойдминстър. Днес Саскачеван е втори по добив на петрол в страната, след Албърта. През 2014 г. Саскачеван добива 29,8 милиона m³ суров нефт или около 37% от общото производство на страната. Добивът на природен газ е 5,8 милиона m³ през 2014 г., или около 3% от общото производство на Канада.
Саскачеван е най-големият производител на поташ в Света, с продажби в размер на 5,7 милиарда долара през 2014 г. По-голямата част от поташа произведен в Саскачеван е за износ, главно за САЩ, Бразилия, Индонезия, Китай, Индия и Малайзия.
Добивът на уран започва след 1950 г. През 2009 г. стойността на продажбите на уран е 1,26 милиарда долара. Дотогава провинцията е най-големият производител на уран в света. От 2009 г. Казахстан изпреварва Канада в световното производство на уран.

### Промишленост
Саскачеван не е голям производствен център. Например през 2014 г. продажбите в промишлеността са в размер на около 15,9 милиарда долара, в сравнение с 284,6 милиарда долара в Онтарио. Заради относително малкия вътрешен пазар, продуктите от промишлеността се изнасят. Най-голям дял от промишлеността заема производството на електроенергия.

### Енергетика
Основана през 1929 г. Саскпауър е първия доставчик на електроенергия в провинцията. Компанията генерира електричество от смесица от различни енергийни централи: 7 ВЕЦ, 5 ТЕЦ на природен газ, 3 ТЕЦ на въглища и 2 вятърни централи. Въглищата осигуряват на провинцията повече от 50 от електроенергията. Този висок процент и нарастващите опасения за изменението на климата (изгарянето на въглища произвежда CO 2, допринасящ за глобалното затопляне), Саскачеван започва програми за улавяне и съхранение на въглеродния двуокис отделян от изгарянето на въглища.

### Транспорт
Транспорта е предизвикателство в Саскачеван поради екстремните метеорологични условия и големи разстояния между градовете и другите населени места. С липсата на плавателни води, пътищата и магистралите са основен транспорт, следван от железниците. Провинцията разполага с над 190 000 км пътища и над 3700 км железопътни линии.

### Туризъм
Провинцията е осеяна с национални и провинциални исторически места като най-северната мисия от времето на ранните мисии, търговските постове, депата на конната полиция, сградата на първия вестник, заселническите колонии и важни археологически обекти, които разказват историята на коренното население. Отделно от това има 39 национални и провинциални природни парка.

## Правителство и политика
Политическата структура на Саскачеван наподобява тази на останалите Канадски провинции. Изпълнителната власт е съсредоточена в ръцете на лейтенант–губернатор, министър-председател и министерски съвет. Законодателен орган е еднокамарен парламент с 58 представители, избирани от населението на провинцията. Министър-председателят обикновено е лидера на най-добре представената партия в парламента. Той назначава министерския съвет.
За разлика от много други провинции, Саскачеван не разполага с окръзи. Вместо това местното управление се осъществява от 8 различни типа общини: Северните градове, северните села, северните махали, села, курортни селища, градове и общини в селските райони.
В управлението на Канада, Саскачеван има 14 депутати в Камарата на общините и 6 сенатори.
Съдебната система на провинцията представлява обичайната йерархия в Канадските провинции, с апелативен съд, Съда на скамейката на кралицата и провинциалните съдилища. Федералното правителство назначава всички съдии, с изключение на тези на провинциалните съдилища.

## Население, етнически състав и религия
Саскачеван е слабо населен. В преброяването от 1881 г. са отчетени 19 114 жители, през 1911 г. са 492 432, а през 1931 г. 921 785 жители. След това населението се стабилизира и дори значително намалява, отчасти дължащо се на Втората световна война, по време на която много хора отиват в армията или в промишлените предприятия на други места. След 1961 г. населението варира между 920 000 и 955 000 души. През 2011 г. населението на провинцията е 1 033 381.
Хората от европейски произход съставляват по-голямата част от населението на Саскачеван. Според Националното изследване на домакинствата през 2011 г., 76% от населението е идентифицирано като такова като тези с немски, английски и шотландски произход са най-много. Населението на малцинствените групи в провинцията се разраства. През 2006 г. малцинствата съставляват 3,6% от населението, а през 2011 г. са 6,3%. От тях филипинците и китайците са най-много.
Английският е доминиращ език в Саскачеван. Но преброяването през 2011 г. показва нарастващ брой на други езици, говорени предимно в къщи като немски, крий, френски, украински и тагалог.
В Саскачеван живее също така голяма част от местното население. През 2011 г. 16% от населението е идентифицирано като индианци.
По-голямата част от населението на Саскачеван са християни. При преброяването през 2011 г. 72% посочват християнско вероизповедание. Следващата най-голяма религиозна група са индианците, практикуващи своята религия (около 1%), следват мюсюлманите, будистите и хиндуистите (всяко по-малко от 1%). Тези, които не посочват религиозна принадлежност, са 24%.

## Градове
В Саскачеван няма големи градове метрополиси. Въпреки това градското население се е увеличило значително, от 16% през 1901 г. до 67% през 2011 г. Най-голям град е Саскатун (222 189 души). Столицата Риджайна е втора по големина със 193 100 души. Принц Албърт (35 129) е най-северният град на провинцията.
- Лойдминстър
- Мелвил
- Риджайна
- Саскатун
- Норд Батълфорд
- Лирой